# Lindstrøms skuespil
Lindstrøms skuespil er en dansk stum komediefilm fra 1912 instrueret af Peter Elfelt.

## Handling
To fine damer med store hatte venter på togperron. De tager imod to velklædte herrer, som ankommer med toget. Selskabet forlader perronen for at praje en vogn. De to mænd kæmper om at komme ind i bilen først, hvor på den ene mand, den lille, tykke (spillet af Viggo Lindstrøm), kommer i tanke om, at han har glemt sin kuffert på perronen. Han henter den og skynder sig tilbage. Men de andre er i mellemtiden kørt uden ham. Sceneskift til en restaurant (i Tivoli?), hvor den høje, slanke mand og de to damer hygger sig. Manden med kufferten dukker forpustet op, og mændene begynder at kæmpe om den samme kvindes gunst, mens den anden kvinde ignoreres. Den tynde vinder. Til sidst forlader de restauranten med hver deres kvinde under armen.

## Medvirkende
- Viggo Lindstrøm